# کارامبا دیابی
کارامبا دیابی (متولد ۲۷ ۱۹۶۱ نوامبر) زاده سنگال و شیمیدان و سیاستمدار آلمانی از حزب سوسیال دموکرات است که در انتخابات ۲۰۱۳ به بوندستاگ راه یافت.

## سنین جوانی و تحصیل
دیابی در مارساسم، سنگال به عنوان کوچکترین فرزند از چهار فرزند خانواده، پس از از دست دادن پدر و مادرش در ۷ سالگی تحت سرپرستی خواهرش رشد یافت. وی که از دانشگاه چیخ آنتا دیوپ فارغ‌التحصیل شده بود، سنگال را به قصد آلمان شرقی برای تحصیل در رشته شیمی ترک کرد و در سال ۱۹۹۱ فارغ التخصیل شد. در سال ۱۹۹۶ دکترای علوم طبیعی خود را دریافت کرد، و در اتحاد آلمان ماند و پس از آن بیشتر درگیر فعالیت‌های سیاسی و اجتماعی شد.

## عضویت در پارلمان

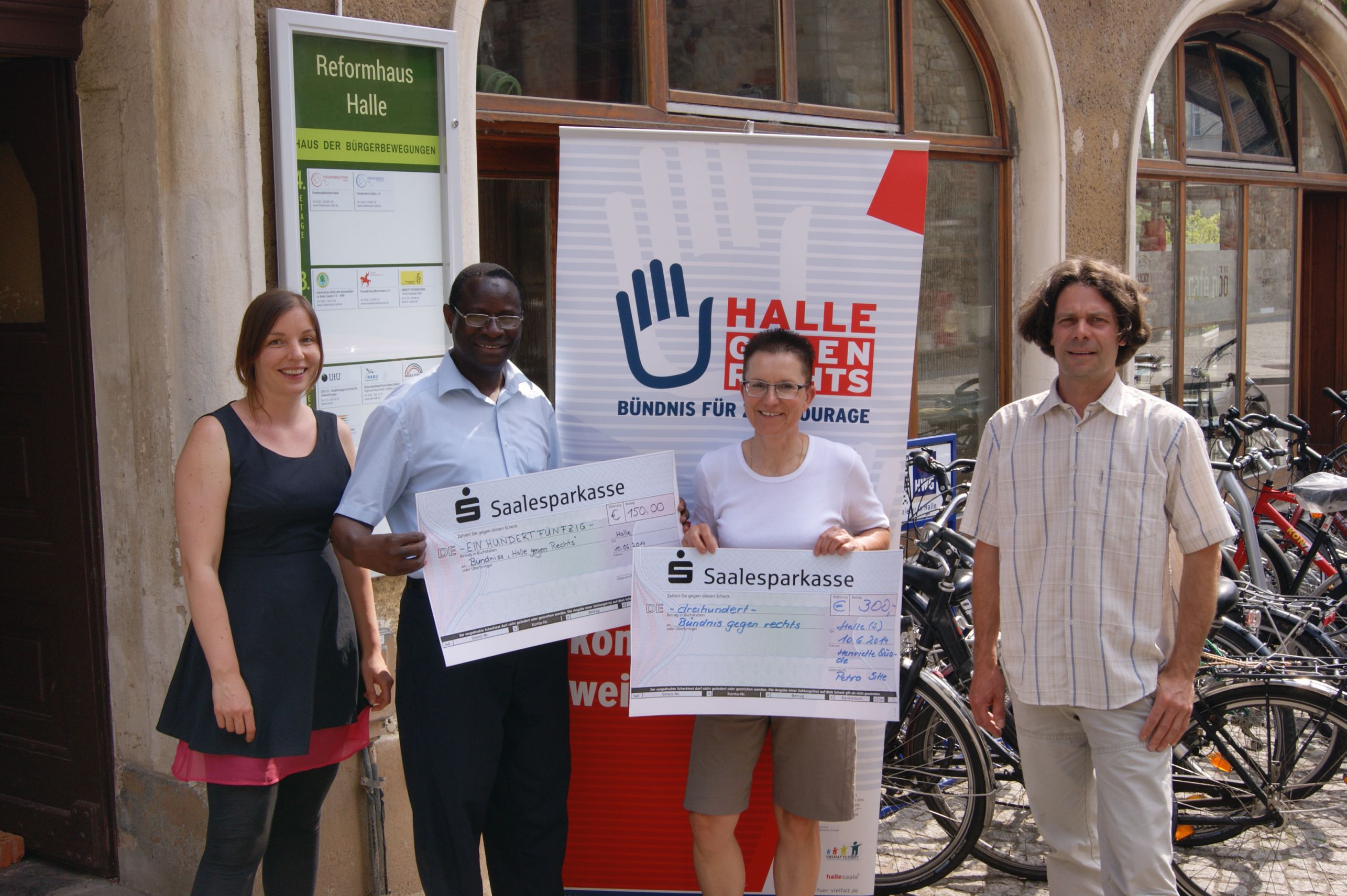
کارامبا دیابی در اواسط ژوئن ۲۰۱۴، «هاله علیه راست - اتحاد برای شجاعت مدنی» کارگاه آموزشی آینده را ترتیب داد. پترا سیت و همکارش دکتر کارامبا دیابی (از حزب سوسیال دموکرات) برای حمایت از کار ضروری و عالی این اتحاد، پول اهدا کردند.

در ۲۲ سپتامبر ۲۰۱۳، دیابی به عنوان کاندیدای حزب سوسیال دموکرات از هاله (سائل)، زاکسن-آنهالت به بوندستاگ انتخاب شد. دیابی در کنار چارلز ام. هوبر (از پدری سنگالی و مادری آلمانی)، که در همان زمان از اتحادیه دموکراتیک مسیحی انتخاب شد، به یکی از دو نخستین اعضای بوندستاگ از نژاد آفریقایی تبدیل شد.
دیابی در حال حاضر به عنوان معاون رئیس کمیته حقوق بشر و کمک‌های بشردوستانه و به عنوان عضو کامل کمیته ارزیابی آموزش، تحقیقات و فناوری فعالیت می‌کند.
دیابی علاوه بر وظایف کمیته خود، نایب رئیس گروه دوستی پارلمانی در روابط با کشورهای فرانکفونی آفریقای غربی و مرکزی (گینه استوایی، بنین، بورکینافاسو، ساحل عاج، گابن، گینه، کامرون، جمهوری جمهوری) است. کنگو، مالی، نیجر، سنگال، توگو، چاد، جمهوری آفریقای مرکزی) است. از سال ۲۰۱۹، او عضو هیئت نمایندگی آلمان در مجمع پارلمانی فرانسه و آلمان است. وی همچنین عضوی از شبکه نمایندگان الی ویزل در مجلس برای جلوگیری از نسل‌کشی و جنایات گسترده و علیه انکار نسل‌کشی است. در سال ۲۰۲۰ وی یک کارگروه بین حزبی در زمینه تنوع و ضد نژادپرستی را بنیان نهاد.
در مذاکرات برای تشکیل ائتلاف دولت چهارم تحت ریاست صدراعظم آنگلا مرکل پس از انتخابات فدرال ۲۰۱۷، دیابی عضو کارگروه سیاست مهاجرت به رهبری فولکر بوفیر، یواخیم هرمان و رالف اشتگنر بود.
دفتر هالی دیابی در ۱۵ ژانویه سال ۲۰۲۰ مورد اصابت گلوله قرار گرفت.

## فعالیتهای دیگر
- بنیاد تحقیقات صلح آلمان (DSF)، عضو هیئت مدیره (از سال 2018)[۱۰]
- آژانس فدرال آموزش مدنی، عضو علی‌البدل هیئت امنا
- مؤسسه انسان‌شناسی اجتماعی ماکس پلانک، عضو هیئت امنای[۱۱]
- IG Berbbau , Chemie , Energie (IG BCE)، عضو

## مواضع سیاسی
در سال ۲۰۱۸، دیابی به دیگر نمایندگان منتخب سیاه پوستان و رهبران جامعه از سراسر اروپا پیوست تا نامه ای سرگشاده در گاردین را در حمایت از سیسیل کینگ سیاستمدار ایتالیایی که به دلیل نژادپرست خواندن حزب لیگ ایتالیا از او شکایت شده بود، امضا کند.